# Майкл Депа
Майкл Депа (англ. Michael Dapaah) — британський актор та комік. Насамперед відомий своїм зображенням вигаданої особи — емсі на ім'я Біґ Шек, який виконує реп композиції у жанрі грайм. Також здобув популярність своєю серією мок'юментарі під назвою «#SWIL», де, окрім Біґ Шека, зображено ще трьох вигаданих персонажів (дорожнього працівника Шека, емсі Квекза та др. Офорі) на їхньому шляху до успіху.

## Біографія
Народився у січні 1991 року в Саттоні (Лондон), але своє дитинство провів у Крейдоні. Його батьки — емігранти з Гани. 2008 року вступив на короткий курс до Національного молодіжного театру, а 2014 року закінчив Університет Брунеля зі ступенем у сфері театру, кіно та телебачення.

## Кар'єра
Розпочав свою кар'єру, набуваючи аудиторію для своїх коротких комедійних скетчів, які незабаром переросли у мок'юментарі «#SWIL» (Somewhere in London — укр. Десь у Лондоні→ ДСУЛ), які Майкл завантажував на свій ютюб-канал.
Депа почав активно нарощувати популярність після появи у радіошоу Чарлі Слота «Fire In The Booth» на BBC Radio 1Xtra.. Його комедійна реп-композиція «Man's Not Hot» (укр. Чоловіку не спекотно) переросла у вірусний мем. 22 вересня 2017 світ побачила студійна версія треку.
16 жовтня 2017 року Шакіл О'Ніл випустив дісс-трек, в якому розкритикував Депу за використання імені Біґ Шек.
26 жовтня 2017 року Депа випустив успішне музичне відео «Man's Not Hot». У кліпі знялися Waka Flocka, Lil Yachty, нідерландський реп-гурт Broederliefde та DJ Khaled, який, зокрема, назвав персонажа — Біґ Шека — «легендою».

## Дискографія
- Mans Not Hot (як Big Shaq)
- Balance (як MC Quakez)
- Man Don't Dance (як Big Shaq)